# 6746 Zagar
6746 Zagar este un asteroid din centura principală de asteroizi.

## Descriere
6746 Zagar este un asteroid din centura principală de asteroizi. A fost descoperit pe 9 iulie 1994 la Observatorul San Vittore din Bologna. El prezintă o orbită caracterizată de o semiaxă mare de 2,60 ua, o excentricitate de 0,16 și o înclinație de 12,7° în raport cu ecliptica.